# 망델브로 집합

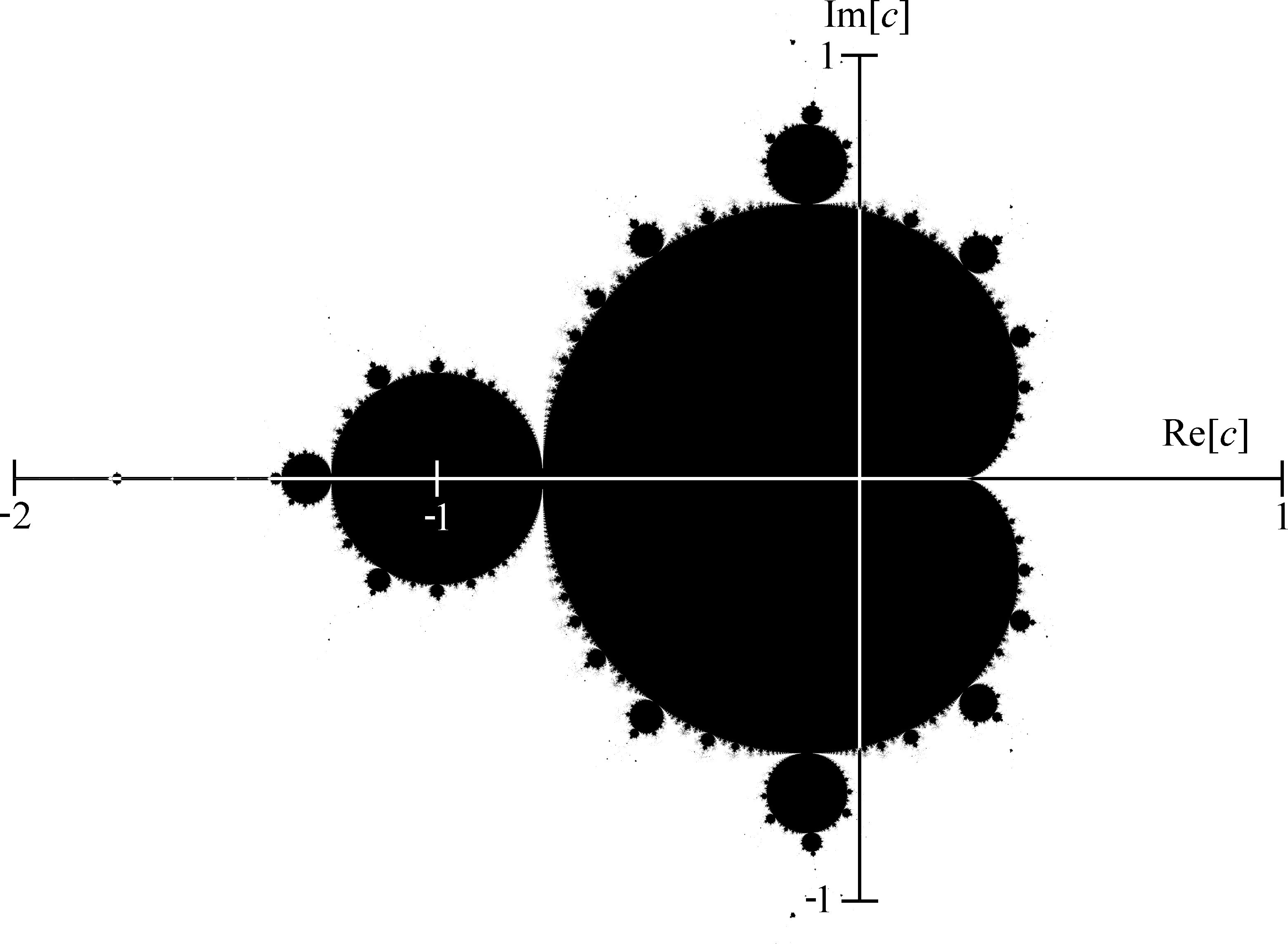
망델브로 집합

망델브로 집합(영어: Mandelbrot set)은 브누아 망델브로가 고안한 프랙탈의 일종이다.

## 정의
망델브로 집합은 다음 점화식으로 정의된 수열이 발산하지 않는 성질을 갖도록 하는 복소수 c의 집합으로 정의된다.
{\displaystyle z_{0}=0} (단, {\displaystyle z_{n}}은 복소수)
{\displaystyle z_{n+1}=z_{n}^{2}+c}

이를 복소수를 사용하지 않고 정의하려면 모든 복소수를 실수부와 허수부로 나누면 된다. 만약 zn을 (xn,yn)로, c를 (a,b)로 바꾸면 위 식은 다음과 같이 된다.
(x0,y0)=(0,0)
xn+1 = xn2 - yn2 + a
yn+1 = 2 xn yn + b (단, xn,yn,a,b는 실수.)
가 된다.
이 집합의 이름은 이를 고안한 프랑스의 수학자 브누아 망델브로의 이름을 따라서 만들었졌는데, 원래 독일어(또는 이디시어) 이름대로 '만델브로트' 집합이라 불리기도 한다. 또 다른 망델브로 집합 표기로 f(z) = z2 + c라고 표기하기도 한다. 함수로 표현하면 f(z) = z2 + c가 된다.

## 집합을 그리는 법
망델브로 집합을 실제로 그릴 때에는 점화식에 따라 zn을 계산하면서 수열이 발산하는지 그렇지 않은지를 대수적으로 검사하게 된다. zn의 절댓값이 2보다 크다면(즉, xn2+yn2>22이라면) zn은 발산한다고 말할 수 있으며, 이 때의 c는 망델브로 집합에 속해 있지 않는다. 이 때의 2라는 값은 발산하는 수열의 계산을 미리 막아 주는 역할을 하며, 경계값이라고 부른다. 반면 망델브로 안에 속해 있는 점의 경우 zn은 발산하지 않으므로 무한히 계산해도 끝나지 않을 것이다. 이런 경우에는 적절한 n값 이후에 계산을 멈추어야만 한다. 무한히 계산하지 않는 한 우리는 이론적인 망델브로 집합이 아닌 이에 근사한 집합만 얻을 수밖에 없다.
수학적인 의미에서 망델브로 집합을 그린다면 집합 안의 부분과 밖의 부분 두 가지만 의미가 있으며 단 두 가지 색으로만 칠해져도 충분하다. 하지만 많은 프랙탈 생성 소프트웨어에서는 처음으로 경계값을 벗어난 zn의 n값에 따라 망델브로 집합 바깥의 영역을 다른 색으로 칠한다. 예를 들어 가장 빨리 발산하는 점은 어두운 녹색으로, 그리고 발산속도가 느려질수록 더욱더 밝은 녹색으로 칠하면 이론적으로 발산속도가 늦어질수록 그 c값은 망델브로 집합에 가깝다는 뜻이며 이를 시각적으로 알 수 있다.
망델브로 집합에 색을 입히는 방법에 따라서 예술적인 그림이 나올 수 있으며 이를 이용한 프랙탈 예술도 있다.

## 성질

### 자기 유사성
망델브로 집합은 통계적인 자기 유사성을 지닌다.

### 차원
망델브로 집합의 경계의 하우스도르프 차원은 2차원이다. (망델브로 집합 자체도 물론 2차원이다.)

### 쥘리아 집합과의 관계
망델브로 집합은 쥘리아 집합(Julia set)의 일종의 "지도"가 된다. 망델브로가 그려지는 복소 평면의 각 점이 쥘리아 집합의 초기값과 일대일 대응이 될 수 있는데, 망델브로 집합 내부의 점에 대응하는 쥘리아 집합은 연결 공간인 반면, 바깥의 점들은 연결 공간이 아닌 쥘리아 집합에 대응하기 때문이다.

## 망델브로 집합의 변형
복소수의 다른 점화식으로 정의되는 다른 프랙탈의 경우도 망델브로 집합에 대응되는 것과 쥘리아 집합에 대응되는 것 두 종류가 있을 수 있으며 실제로도 종종 해당되는 프랙탈의 망델브로 집합과 쥘리아 집합이라고 불리기도 한다. 예를 들어 다음 식으로 정의되고 "피닉스 집합(phoenix set)"이라고 불리는 프랙탈의 경우,
{\displaystyle x_{n+1}=x_{n}^{2}+y_{n}^{2}+a+bx_{n-1}}
{\displaystyle y_{n+1}=2x_{y}y_{n}+by_{n-1}}
우리는 x와 y의 초기치를 (x1,y1)=(x0,y0)=(0,0)으로 놓고 "피닉스의 망델브로 집합Mandel-type phoenix"을 그릴 수 있고 임의의 c값에 대해서 "피닉스의 쥘리아 집합Julia-type phoenix"을 그릴 수도 있다. 이렇게 만들어진 집합에서도 망델브로 집합은 쥘리아 집합의 "지도"가 되며 망델브로 집합의 안의 점에 대응되는 쥘리아 집합은 connected이며 바깥의 점에 대응되는 것은 disconnected인 성질이 보존된다.
한 개의 변수 c 대신 여러 개의 변수를 사용할 수도 있다. 이 때의 망델브로 집합은 쥘리아 집합의 완전한 지도가 되기 위해서 2차원 이상의 차원을 가져야 할 것이다.

## 같이 보기
- 부다브로
- 멩거 스펀지